# Jean II de Nassau-Sarrebruck
Jean II ou Jean III de Nassau-Sarrebruck (en allemand : Johann III. von Nassau-Saarbrücken), né le 4 avril 1423 à Kirchheimbolanden et mort le 25 juillet 1472 à Vaihingen-sur-l'Enz, est un comte de Nassau-Sarrebruck et un seigneur de Commercy-Château-Bas. Il est le fils de Philippe Ier de Nassau-Weilbourg et d'Élisabeth de Lorraine-Vaudémont.

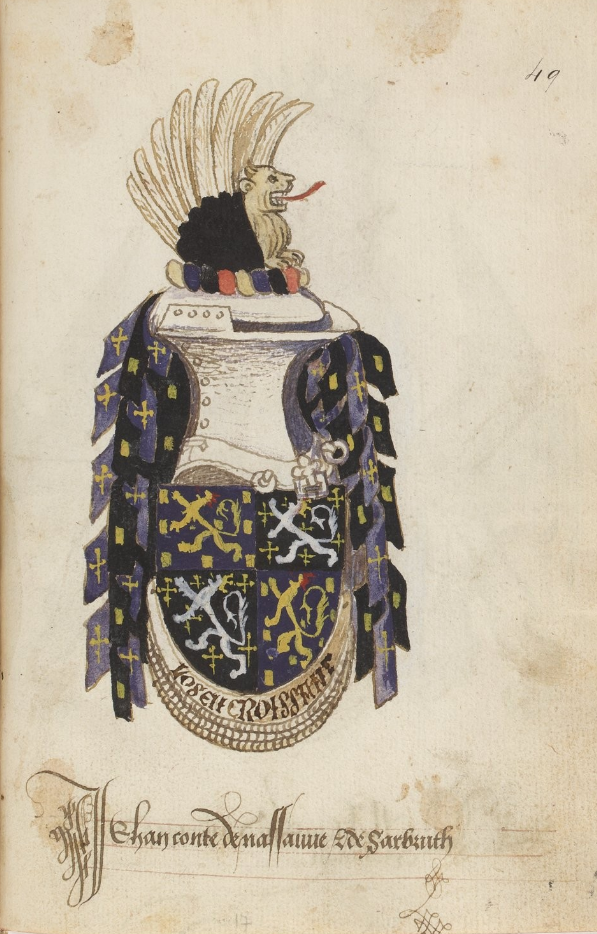
Armoiries de Jean II de Nassau-Sarrebruck (Statuts de l'Ordre du Croissant)

Il a pour frère ainé Philippe II de Nassau-Weilbourg et pour sœur cadette Marguerite de Rodemack.

## Histoire
Il perd son père alors qu'il n'est encore qu'enfant et grandit en partie à Paris.
En 1442, lui et son frère se partagent les anciennes possessions de leur père, Philippe devient comte de Nassau-Weilbourg, sur la rive-droite du Rhin, et Jean devient comte de Sarrebruck. Ainsi sont nées les lignées des Nassau-Sarrebruck et des Nassau-Weilbourg. Le reste du territoire est possédé conjointement par les deux frères.
Le 3 février 1444, Jean vend la seigneurie de Château-Bas à Louis de Lorraine, marquis de Pont-à-Mousson, fils aîné de René d'Anjou et d'Isabelle Ire de Lorraine.
Jean se forge de bonnes relations avec ses voisins du duché de Lorraine, de l'évêché de Metz et de la ville de Metz.
En 1452, il s'empare du château de La Petite-Pierre avec Frédéric Ier du Palatinat. Le comté de la Petite-Pierre devient ainsi la propriété du Palatinat du Rhin.
C'est à la même période que ses relations avec le Palatinat-Deux-Ponts vont se dégrader. Au début, Jean s'efforce d'entretenir de bonnes relations avec ces derniers en signant de nombreux traités. Mais un conflit éclate en 1452 lorsque le comte palatin Étienne de Palatinat-Simmern-Deux-Ponts s'empare de Sarrebruck et Diemeringen. Le comte palatin Louis le Noir, fils d'Étienne, va carrément jusqu'à envahir la région et la piller. Il dévaste absolument tout sur son passage, et il est fort probable qu'il détruisit ainsi aussi de nombreux villages du comté/pays de Bitche voisin situés sur sa route vers Diemeringen, comme Eidenheim et peut-être aussi Bedborn, Meren, Landweiler et Kirschbach. Les deux partis finissent par signer un accord de protection et de confiance (Schutz- und Trutzbündnis) en 1455.
Le 30 novembre 1456, il épouse en premières noces Jeanne (29 juin 1443 - 3 septembre 1469), fille du comte Jean IV de Loon-Heinsberg et de Jeanne de Diest, puis en secondes noces Élisabeth (4 octobre 1447 - 3 juin 1505), fille de Louis IV de Wurtemberg et de Mathilde du Palatinat. Du premier mariage il a Jeanne de Nassau-Sarrebruck (bg) (14 avril 1464 - 7 mai 1521), épouse de Jean Ier de Palatinat-Simmern tandis que du second il a un fils né posthume Jean-Louis de Nassau-Sarrebruck.

## Sources
- Charles Emmanuel Dumont, Histoire de la ville et des seigneurs de Commercy, Volume 1, N. Rolin, 1843 (lire en ligne), p. 273 à 274
- (de) Geneall, Johann II, comte de Nassau-Sarrebrücken
- (en) Fabpedigree, Johann II (comte) de Nassau-Saarbrucken